# Biowaffenkonvention

Unterzeichnerstaaten der Biowaffenkonvention
unterzeichnet und ratifiziert
beigetreten
unterzeichnet, aber nicht ratifiziert
nicht unterzeichnet

Die Biowaffenkonvention, mit vollem Titel Konvention über das Verbot der Entwicklung, Herstellung und Lagerung bakteriologischer (biologischer) Waffen und Toxinwaffen sowie über die Vernichtung solcher Waffen, ist ein am 16. Dezember 1971 von der Vollversammlung der Vereinten Nationen angenommener völkerrechtlicher Vertrag, der die Herstellung und die Verbreitung von biologischen Waffen verhindern soll. Sie ist zusammen mit der 1993 abgeschlossenen Chemiewaffenkonvention ein Nachfolgeabkommen zum Genfer Protokoll von 1925, mit dem erstmals der Einsatz von giftigen Gasen und bakteriologischen Methoden zur Kriegsführung vertraglich verboten wurde.

## Geschichte
Obwohl der Einsatz von biologischen oder chemischen Waffen durch das Genfer Protokoll seit 1925 völkerrechtlich verboten ist und solche Waffen während des Zweiten Weltkrieges nur durch die japanische Armee zum Einsatz kamen, wurden die Bestimmungen des Protokolls von den nach dem Krieg gegründeten Vereinten Nationen als unzureichend angesehen. Dies galt insbesondere für Beschränkungen zur Verhinderung einer Aufrüstung sowie einer weiteren Verbreitung dieser Waffen, darüber hinaus aber auch für die Entwicklung neuartiger Waffen aufgrund von neuen Erkenntnissen in der biologischen und chemischen Forschung. Beide Bereiche waren durch das Genfer Protokoll nicht reguliert, da sich dessen Bestimmungen auf ein Verbot des Einsatzes beschränkten. Das Abrüstungskomitee der Vereinten Nationen arbeitete deshalb im Auftrag der UN-Vollversammlung einen Entwurf für eine entsprechende Konvention aus, welche die Bestimmungen des Genfer Protokolls ergänzen und bekräftigen sollte.
Ein analog zum Genfer Protokoll einheitliches Abkommen sowohl für biologische als auch für chemische Waffen erwies sich jedoch, wie auch der gemeinsame Abschluss von zwei entsprechenden Abkommen im Jahr 1971, als nicht umsetzbar, da in den entsprechenden Verhandlungen keine Einigung über Beschränkungen für Chemiewaffen erzielt werden konnte. Demgegenüber galt der unmittelbare militärische Nutzen von Biowaffen damals als begrenzt, so dass auch durch eine einseitige massive Aufrüstung in diesem Bereich kein strategischer Vorteil im Rahmen des Kalten Krieges zu erwarten stand. Aus diesem Grund konnte im Hinblick auf ein Verbot von Biowaffen eine Einigung erreicht werden.
Am 10. April 1972 unterzeichneten 77 Staaten die Konvention. Die Konvention trat am 26. März 1975 in Kraft, nachdem 85 Staaten, darunter die Vereinigten Staaten und die Sowjetunion, diese ratifiziert hatten. Seit ihrem Abschluss finden alle fünf Jahre Überprüfungskonferenzen statt. Da in dem Abkommen jedoch keine konkreten Vereinbarungen zur Rüstungskontrolle enthalten sind, hat sich eine effektive Überwachung der Einhaltung als nicht umsetzbar erwiesen. Versuche, dieses Problem durch ein Zusatzprotokoll zu lösen, das unter anderem Offenlegungspflichten und Kontrollinspektionen beinhalten würde, sind bisher gescheitert. Die Einigung auf einen wirklichen Kontrollmechanismus scheiterte 2001 an der Ablehnung durch die damalige US-Administration unter George W. Bush.
Obwohl die Sowjetunion die Konvention unterzeichnet hatte, behielt sie (und der Nachfolgestaat Russland) das offensive biologische Waffenprogramm bis mindestens 1992 aufrecht.

## Inhalte und Akzeptanz
Die aus 15 Artikeln bestehende Konvention verpflichtet die Vertragsparteien, unter keinen Umständen Waffen auf der Basis von Mikroorganismen sowie anderen biologischen Substanzen oder Toxinen zu entwickeln, herzustellen, zu lagern oder anderweitig anzuschaffen. Gleiches gilt für Waffen und Waffensysteme, deren Zweck der Einsatz solcher Stoffe im Rahmen eines bewaffneten Konfliktes ist. Darüber hinaus sind die Vertragsstaaten auch verpflichtet, alle in ihrem Besitz befindlichen Bestände zu zerstören oder einer friedlichen Nutzung zuzuführen, und solche Waffen nicht an andere Staaten weiterzugeben. Die Staaten sind angehalten, bei der Umsetzung und der Überwachung der Einhaltung des Abkommens angemessen miteinander zu kooperieren. Die sich aus dem Genfer Protokoll von 1925 ergebenden Verpflichtungen werden durch die Konvention ausdrücklich nicht eingeschränkt. Dies ist von Relevanz, da sich aus der Konvention kein direktes Verbot des Einsatzes von Biowaffen ergibt.
Mit Stand vom 22. Mai 2025, dem Beitritt Kiribatis, sind 189 Staaten Vertragsparteien des Abkommens, darunter mit den Vereinigten Staaten, Russland, dem Vereinigten Königreich, Frankreich und der Volksrepublik China alle fünf ständigen Mitglieder des Sicherheitsrates der Vereinten Nationen. Die Vereinigten Staaten, Großbritannien sowie Russland wirken als Depositarstaaten des Abkommens. Österreich trat dem Abkommen am 10. August 1973 bei, die DDR 1975, die Schweiz am 4. Mai 1976, und die Bundesrepublik Deutschland am 7. April 1983.
Zu den Nichtvertragsstaaten gehören vor allem Staaten in Afrika wie Ägypten, Tschad, Dschibuti, Eritrea, Somalia sowie Israel, Syrien, Haiti und Inselstaaten im Pazifik, Mikronesien, Tuvalu.